# Contea di Lufeng
La contea di Lufeng (禄丰县S, Lùfēng XiànP) è una contea della Cina, situata nella provincia di Yunnan e amministrata dalla prefettura autonoma yi di Chuxiong.